# Сидхи (город)
Сидхи (англ. Sidhi, хинди सिधी) — город и муниципалитет на северо-востоке индийского штата Мадхья-Прадеш. Административный центр округа Сидхи.

## География
Расположен примерно в 450 км к северо-востоку от административного центра штата, города Бхопал, к юго-востоку от города Рева, на высоте 271 м над уровнем моря.

## Население
Население города по данным на 2010 год составляет 67 040 человек; по данным переписи 2001 года оно насчитывало 45 664 человека, из них 54 % — мужчины и 46 % — женщины. Уровень грамотности в Сидхи составлял 69 %, что выше среднего по стране показателя 59,5 %. Среди мужчин грамотность составляла 77 %, а среди женщин — 60 %. 15 % населения города составляли дети младше 6 лет.

## Известные уроженцы
Арджун Сингх — бывший индийский политик